# Metapenaeopsis quadrilobata
Metapenaeopsis quadrilobata är en kräftdjursart som beskrevs av Crosnier 1991. Metapenaeopsis quadrilobata ingår i släktet Metapenaeopsis och familjen Penaeidae. Inga underarter finns listade i Catalogue of Life.